# Ware getuigenis
Het  Ware getuigenis, ook wel Getuigenis van de Waarheid is een gnostisch geschrift, dat in een Koptische vertaling onderdeel was van de vondst van de Nag Hammadigeschriften in 1945. Er moet een oorspronkelijk Griekse tekst zijn geweest, maar daar is nooit iets van gevonden. Het is mogelijk dat het werk een titel had. Het  manuscript is echter in slechte staat gevonden. Er zijn veel lacunes en een aantal pagina's ontbreekt geheel. De huidige titel is ontleend aan een passage in het geschrift. Dit is derhalve het ware getuigenis: Als de mens zichzelf kent en God die de waarheid te boven gaat, zal hij gered worden en bekranst met de onvergankelijke krans. De oorspronkelijke Griekse tekst moet rond 200 zijn ontstaan. 

## Essentie van de inhoud
Het werk behoort net zoals de Gnostische Openbaring van Petrus tot de meer polemische geschriften uit de gnostische literatuur. Het eerste deel is een homilie waarin gewaarschuwd wordt tegen de dwalingen van de zich ontwikkelende orthodoxe kerk. Daarna volgen een aantal verhalen en polemieken. Daarin veroordeelt de auteur ook een aantal andere gnostische stromingen. De tekst legt sterk de nadruk op een gewenste levenshouding die gekenmerkt wordt door encratisme, een rigoureuze vorm van ascese.
De auteur neemt scherp stelling tegen de joodse wet van het Oude Testament. Dat is een thema dat vaker in de gnostische literatuur, zoals in de Brief aan Flora, voorkomt. In dit geval is de afwijzing gebaseerd op het feit, dat de Wet het verwekken van kinderen, dus huwelijk en seksualiteit aanmoedigt. Wie dat doet wendt zich af van het licht en blijft in de macht van de heersers van de duisternis. Het bijbelverhaal waar Johannes de Doper Jezus doopt krijgt een exegese, waarbij het water van de Jordaan de seksuele drijfveer is en Johannes de archont van de baarmoeder genoemd wordt. De Zoon van de Mens die bij de doop in Jezus neerdaalde heeft volgens de auteur geopenbaard, dat  de heerschappij van de vleselijke verwekking ten einde liep.  Het geschrift beschrijft steeds de notie dat men zonder seksuele onthouding niet tot de ware gnosis kan komen. 
Een tweede notie is de verwerping van het  martelaarschap als middel tot verlossing. Hier zet de auteur zich af tegen de orthodoxe opvatting in het vroege christendom dat een martelaar rechtstreeks met Christus in de hemel zou worden verbonden.  Verlossing is alleen mogelijk voor de mensen die gnosis hebben. 
Hierna volgt in de tekst een gnostische exegese van de zondeval in het paradijs. Het verbod van God op het eten van de boom van de kennis van goed en kwaad is volgens de auteur het bewijs dat de God van het Oude Testament een afgunstige god is. Een god die bovendien onwetend is, want hij wist niet waar Adam zich verborgen had. De slang wordt wijzer dan alle andere dieren in het paradijs genoemd. 
Dit wordt gevolgd door een gedeelte waarin andere gnostische groeperingen veroordeeld worden. Door beschadiging van het manuscript is niet altijd helder waar die van beschuldigd worden. Bij de volgelingen van Simon Magus wordt echter duidelijk dat het hier om het trouwen en verwekken van kinderen gaat. Ook Valentinus, de grondlegger van het valentinianisme wordt genoemd alsmede Basilides. Het is aannemelijk dat het bezwaar tegen het valentinianisme  hetzelfde is, want ook die stroming had een positieve waardering van het huwelijk en kinderen verwekken. Die stromingen worden daarnaast veroordeeld vanwege hun verlangen naar geld. Zij lenen geld tegen woekerwinst. Maar hij die de vader van de Mammon is, is ook de vader van de seksuele gemeenschap     . 
De tekst besluit met een aantal opmerkingen over de doop. De doop in de orthodoxe kerk met water met de hoop op verlossing wordt veroordeeld. De gedoopte realiseert zich niet dat hij zo in de macht blijft van kwade krachten. De Zoon van de Mens doopte geen enkele van zijn leerlingen.  Een ware doop is alleen mogelijk als men de wereld en het wereldse verzaakt. 